# Kostel Navštívení Panny Marie (Svatobořice-Mistřín)
Kostel Navštívení Panny Marie je římskokatolický farní kostel ve Svatobořicích-Mistříně v okrese Hodonín, v kyjovském děkanátu a olomoucké arcidiecézi. Je chráněn jako kulturní památka České republiky.

## Historie

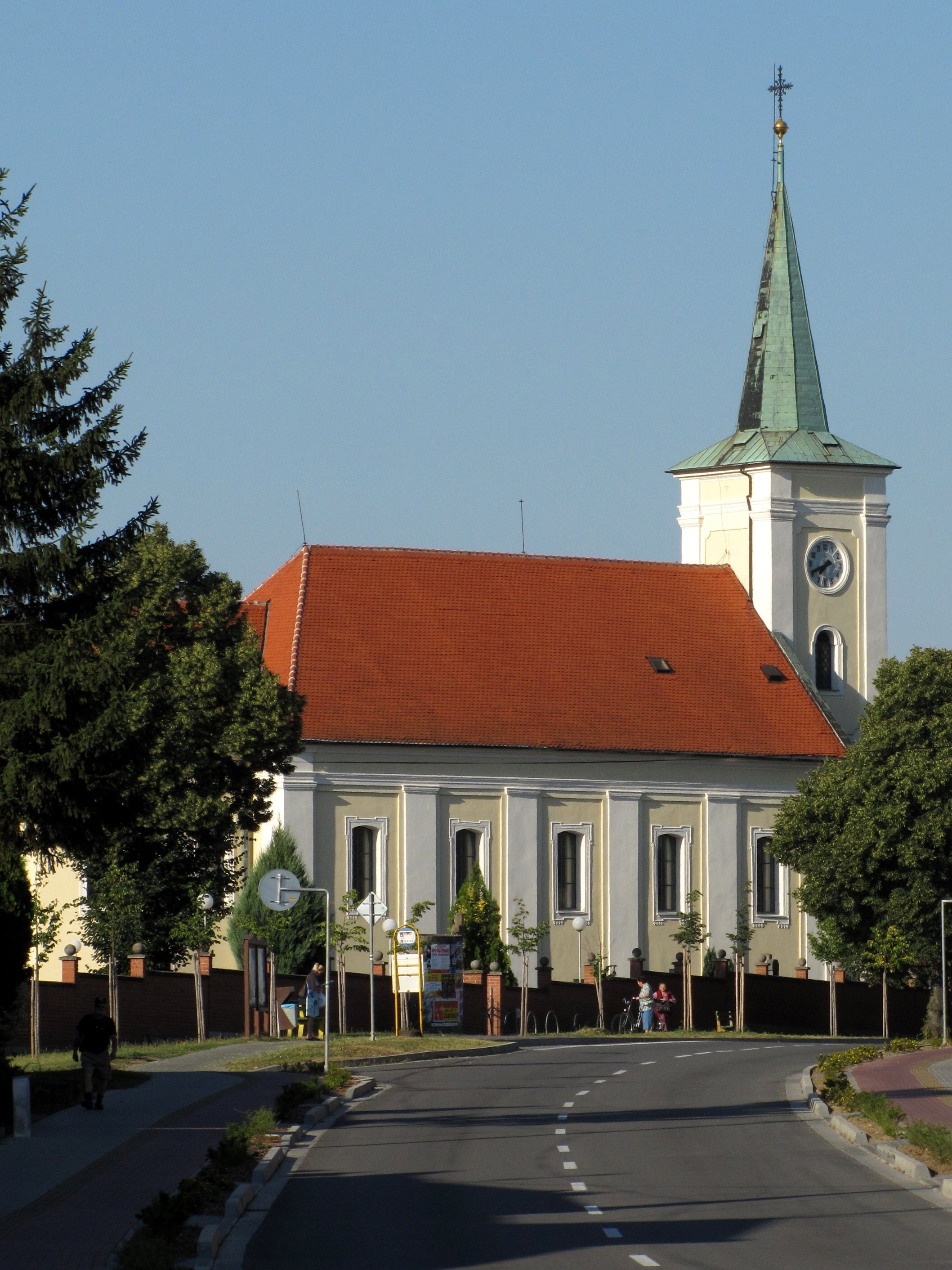
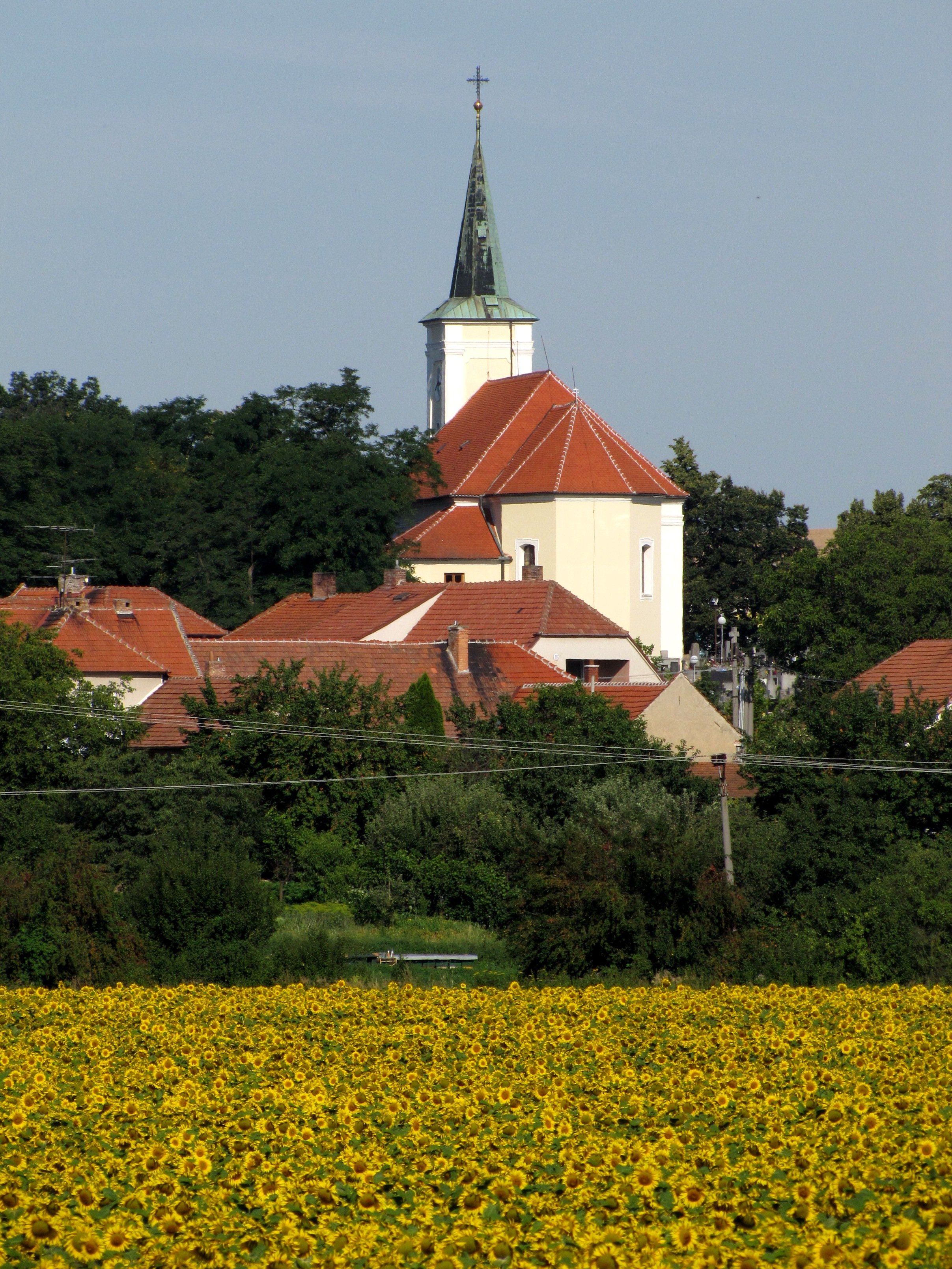
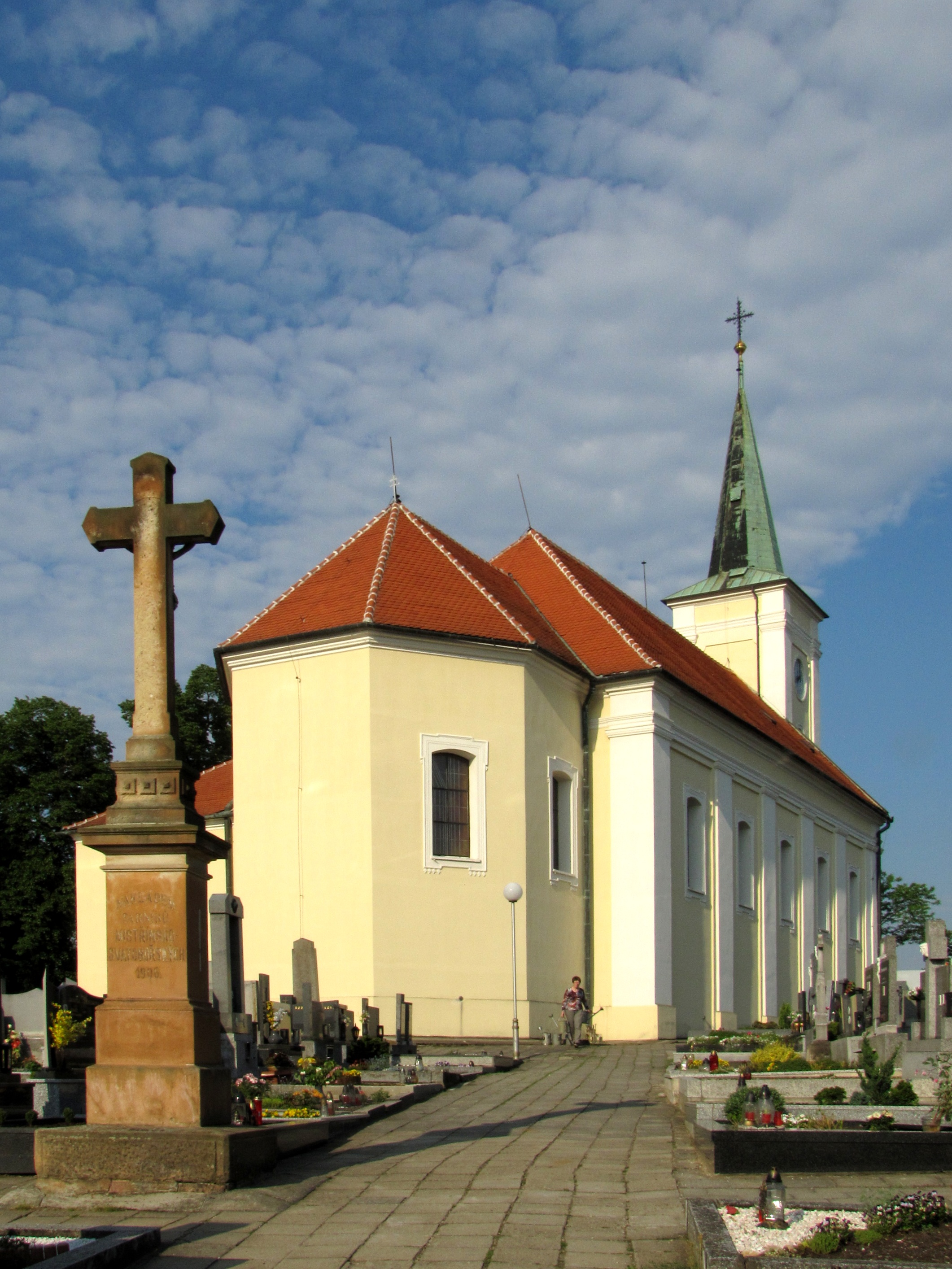
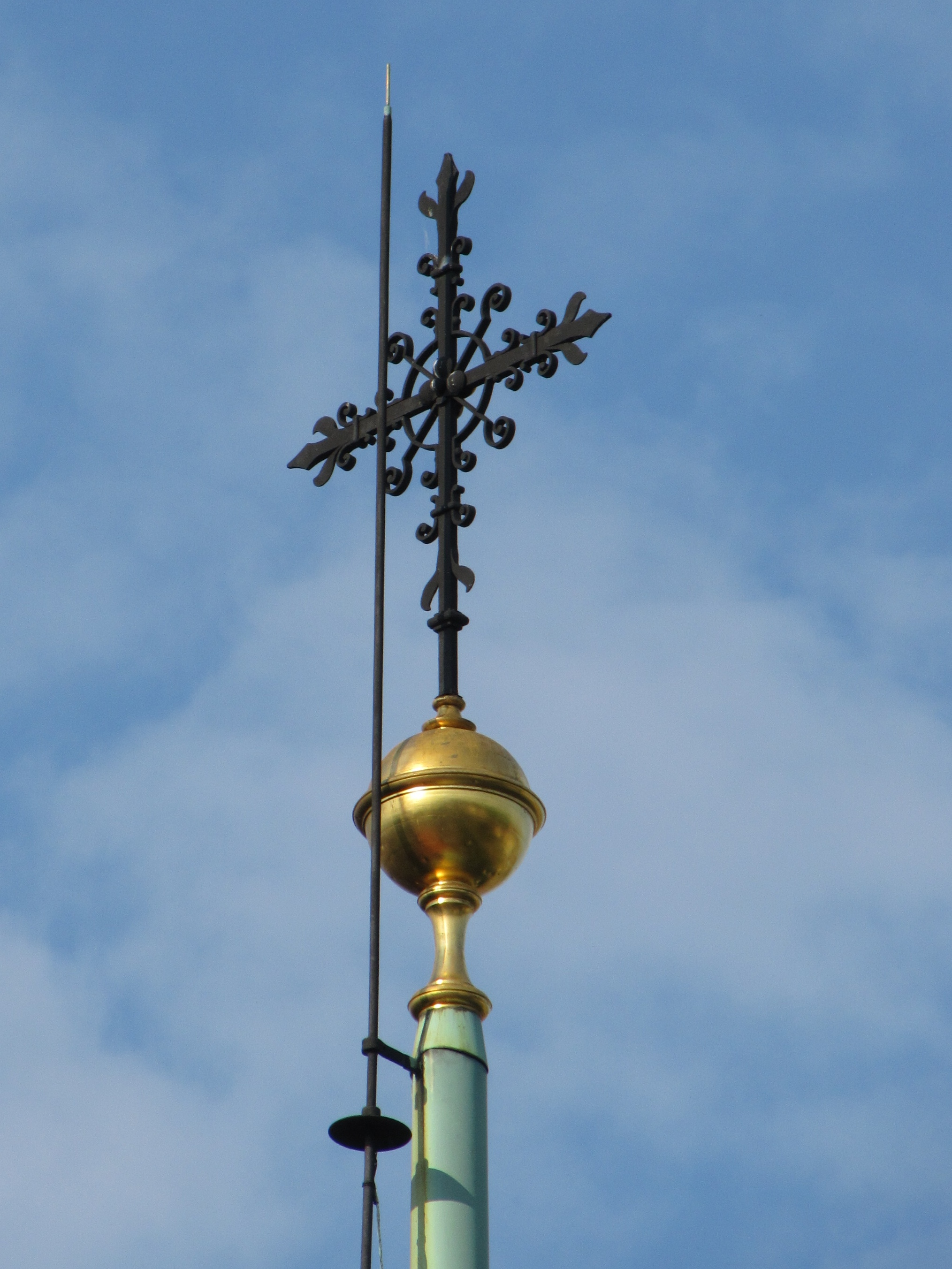

Stará mistřínská obec stávala dříve o něco jižněji než dnes. Byla v majetku cisterciáckého velehradského kláštera. Toto vlastnictví potvrdil král Přemysl Otakar I. ve své listině z 27. listopadu 1228. Zdejší románský kostel patrně ze 13. století byl zasvěcen Nanebevzetí Panny Marie, stejně jako klášterní kostel na Velehradě. Stála u něj i fara, která sloužila také jako farní škola. Poloha obce se průběžně měnila. Ve své historii byla třikrát vypleněna a postavena. Po třicetileté válce byl postaven Nový Mistřín a přifařen do sousedních Milotic. Starý kostel byl 8. července 1626 zrušen a odsvěcen. V roce 1672 se uvádí, že byl bez střechy. V roce 1717 byla podána žádost o zboření kostela a použití stavebního materiálu na nový kostel. Dochovala se pouze křtitelnice vytesaná z jednoho kusu pískovce. K úplnému zboření nakonec došlo v roce 1784 během josefinských reforem a připomíná jej dubový kříž v místech zvaných Kosteliska jižně od obce. Získaný stavební materiál byl použit na vybudování kostnice na nově založeném hřbitově.
Nový jednolodní kostel byl postaven na návrší u hranic se Svatobořicemi v roce 1743 na místě starší dřevěné zvonice. Vysvěcen byl 2. července toho roku na svátek Navštívení Panny Marie. Věž se začala stavět v roce 1767 a spolu s nově založeným přilehlým hřbitovem byla vysvěcena 10. srpna 1770. Další přístavba proběhla v letech 1936 a 1937 a 17. listopadu 1940 byl kostel znovu vysvěcen. V roce 1949 byly pořízeny dva nové zvony. Původní varhany od těšínského varhanáře Johanna Haukeho byly v roce 1964 přesunuty do kostela sv. Floriána ve Skoronicích a do zdejšího kostela byly pořízené nové od krnovské firmy Rieger-Kloss za 270 000 korun.